# Riot of color
Riot of color（ライオット・オブ・カラー）は、日本の音楽イベント、およびそれに出演するボーカルユニット。ユニットは6人のメンバーから構成されていて、いずれもインターネット出身の「歌い手」やシンガーソングライターである。
「Riot of Color」「ROC」と表記することもある。
タイトルが意味するのは「色の暴動」。

## 経歴
2013年12月1日に初ライブ（kradness除く5人）を行う。2014年3月にkradnessが加入し、6人によるRiot of colorが成立した。
ライブ、コミックマーケットやデザインフェスタなどに出演することがある。
2014年8月17日に1枚目の自主制作アルバム『Riot of color』を発売。その後、2016年まで毎年8月にアルバムを発売していた。
2016年を最後にアルバムの発売が無く、グッズ販売も2017年の夏コミ以降行われていないことから、実質解散状態となっている。

## メンバー
kradness（くらっどねす）
- テーマカラー：   赤色
- 歌手。

2016年2月、DJ兼コンポーザとして活躍する“Camellia”とのユニット“Quarks（クオークス）”を結成。
ゆりん
- テーマカラー：   緑色
- ギタリスト、シンガーソングライター。2010年頃からソロとして活動を始め、のちにバンドを結成する。

炭酸系ロックバンド「サイダーガール」のボーカル兼ギターとして、2017年7月メジャーデビュー。
Eve（いぶ）
- テーマカラー：   青色
- ボーカリスト、シンガーソングライター。2009年よりインターネット上やライブハウスで活動をスタート。2019年2月6日にアルバム「おとぎ」をリリースし、メジャーデビュー。

夏代孝明（なつしろ たかあき）
- テーマカラー：   黄色
- シンガーソングライター。大阪出身の2月25日生まれ。2000年代後半よりインターネット上で活動を開始し、2015年1月7日メジャーデビュー。

KK（けけ）
- テーマカラー：   灰色
- ネットシーン発のボーカリスト。2014年9月10日にメジャーデビューアルバム「心音」をリリースした。
- 2015年9月には本名の上北健名義でシンガーソングライターとしての活動も開始した。

S!N（しん）
- テーマカラー：   紫色
- 歌手。2010年7月にインターネット上での活動を開始した。

## ディスコグラフィ

### アルバム
| #                     | 発売日                | タイトル              | 販売形態              | 販売形態              | 規格品番              |
| Riot of color（同人） | Riot of color（同人） | Riot of color（同人） | Riot of color（同人） | Riot of color（同人） | Riot of color（同人） |
| --------------------- | --------------------- | --------------------- | --------------------- | --------------------- | --------------------- |
| 1                     | 2014年08月17日        | Riot of color         | CD                    | 通常盤                | ROC-0001              |
| 2                     | 2015年08月16日        | COLORFUL              | CD                    | 通常盤                | ROC-0002              |
| 3                     | 2016年08月14日        | SHUFFLE               | CD                    | 通常盤                | ROC-0003              |